# Indénié-Djuablin
Indénié-Djuablin, till 2011 Moyen-Comoé, är en region i Elfenbenskusten. Den ligger i den sydöstra delen av landet, 210 km öster om huvudstaden Yamoussoukro. Antalet invånare var 716 443 vid folkräkningen 2021. Arean är 6 900 kvadratkilometer. Indénié-Djuablin gränsar till Sud-Comoé, La Mé, Moronou, Iffou och Gontougo samt till Ghana.
Indénié-Djuablin delas in i departementen:
- Abengourou
- Agnibilékrou
- Bettié